# Kasaberget (vid Biskopsböle, Kyrkslätt)
Kasaberget är en kulle i Finland.   Den ligger i den ekonomiska regionen  Helsingfors  och landskapet Nyland, i den södra delen av landet, 29 km väster om huvudstaden Helsingfors. Toppen på Kasaberget är 9 meter över havet.
Terrängen runt Kasaberget är platt. Runt Kasaberget är det ganska tätbefolkat, med 80 invånare per kvadratkilometer. Närmaste större samhälle är Esbo, 18,7 km nordost om Kasaberget. I omgivningarna runt Kasaberget växer i huvudsak blandskog.